# Infection ostéoarticulaire
La notion d' infection ostéoarticulaire recouvre diverses pathologies touchant à la fois l'os et l'articulation, induisant des troubles musculosquelettiques.

## Définition
On parle d'infection ostéoarticulaire quand au moins deux des conditions suivantes sont associées
- Signes inflammatoires (locaux et/ou systémiques)
- Fistule
- éléments radiologiques évoquant une infection
- Bactériologie positive sur
  - ponction,
  - hémoculture ou
  - prélèvements intraopératoires (au moins deux en cas de bactérie de la flore cutanée ou au moins un pour les autres types de flore)

## Étiologie
- rhumatisme
- surmenage
- efforts intenses et/ou répétés, traumatismes (fréquent chez le sportif et dans certains métiers)
- malposition articulaire
- médicaments (fluoroquinolones)
- certaines parasitoses ou maladies infectieuses (exemple : dans la maladie de Lyme due à certaines borrélies pouvant être transmises par des piqures de tiques), au 2e ou 3e stade, certains malades développent des tendinites, synovite ou bursite récidivantes.)

Manifestations biologiques secondaires fréquentes :
- Anémie : hémoglobinémie < 9.0 g/dL
- Leucopénie : <4 000 /mm3
- Thrombopénie :
  - <100 000 /mm3, ≥ 75 000 grade 1 ;
  - <75 000, ≥ 50 000 grade 2 ;
  - <50 000, ≥ 20 000 grade 3 ;
  - <20 000 grade 4.

## Diagnostic
- Douleur permanente, ou provoquée à la palpation ou à la mise en tension du muscle ou lors de certaines sollicitations de l'articulation.
- Sensation d'accrochage douloureux lors des mouvements mettant en jeu le tendon
- Douleur due au changement de temps (pluie, vent...)

## Traitement
Ils varient selon la cause et la gravité du problème avec par exemple :
- repos ou immobilisation par contention (traitement orthopédique) (toujours indispensable) ;
- AINS ;
- antalgiques ;
- infiltrations cortisoniques ;
- kinésithérapie, dont le traitement par ondes de choc radiales dérivé de la lithotripsie extracorporelle;
- antibiothérapie;
- phagothérapie en cas de germes multi-résistants (ATUn nécessaire[1]).

Méthodes n'ayant pas fait la preuve empirique de leur efficacité :
- chiropratique ;
- phytothérapie (prêle, Harpagophytum procumbens)
- ostéopathie ;
- étiopathie.